# Ťapešovo
Ťapešovo é um município da Eslováquia, situado no distrito de Námestovo, na região de Žilina. Tem 6,72 km² de área e sua população em 2018 foi estimada em 741 habitantes.

## Demografia
| Ano:        | 1994 | 2004    | 2014    | 2024    |
| ----------- | ---- | ------- | ------- | ------- |
| Broj ljudi: | 557  | 613     | 688     | 848     |
| Razlika:    |      | +10,05% | +12,23% | +23,25% |

| Ano:               | 2023 | 2024   |
| ------------------ | ---- | ------ |
| Número de pessoas: | 828  | 848    |
| Diferença:         |      | +2,41% |